# 키사키 아이리
키사키 아이리(일본어: 綺咲 愛里, きさき あいり, 10월 30일 - )는 일본의 배우. 전 다카라즈카 가극단 호시구미 톱여역. 
효고현 카와니시시, 현립다카라즈카티카고등학교 출신. 신장 163cm, 혈액형 A형. 애칭은 "아-쨩". 
소속사무소는 원더빌리지.

## 약력
2008년 다카라즈카 음악학교 입학
2010년 다카라즈카 가극단 96기생으로 입단. 츠키구미 공연 「THE SCARLET PIMPERNEL」로 초무대. 그 후 호시구미 배속.
2012년 「장ㆍ루이ㆍ 파존」 (바우홀ㆍ일본쳥년관 공연)에서 후에 상대역이 되는 주연 쿠레나이 유즈루의 아내 역할으로 발탁됨.
2014년 「태양왕」 (토큐시어터오브 공연)에서 톱스타 유즈키 레온이 맡은 루이 14세의 첫사랑 마리를 연기한다.
그리고 「The Lost Glory」에서 신인공연 첫 히로인. 이후, 3작연속으로 신인공연 히로인을 맡는다.
2015년 「캐치 미 이프 유 캔」 (아카사카ACT시어터ㆍ드라마시티 공연)에서 동상공연 첫 히로인.
2016년 11월 21일자로 호시구미 톱여역에 취임. 쿠레나이 유즈루의 상대역으로 연말에 「다카라즈카 스페셜 2016」에 프리 톱 오히로메
2017년 자신의 초무대 작품의 재연인 「THE SCARLET PIMPERNEL」에서 대극장 톱 콤비 오히로메
2018년 자신의 첫번째인 제3회 대만공연 「Thunderbolt Fantasy／Killer Rouge」에 출연
2019년 10월 13일 「GOD OF STARS／에클레르 브리앙」 도쿄공연 천추락을 기점으로 상대역인 쿠레나이 유즈루와 함께 다카라즈카 가극단을 퇴단
2020년 7월부터 원더빌리지 소속, 연예활동을 시작

## 다카라즈카 가극단 재단 중의 주요 무대
| 기간 (월)                    | 소속 | 제목                                                               | 공연장                                                      | 배역                               | 비고                                    |
| ---------------------------- | ---- | ------------------------------------------------------------------ | ----------------------------------------------------------- | ---------------------------------- | --------------------------------------- |
| 2010년                       |      |                                                                    |                                                             |                                    |                                         |
| 4 - 5                        | 츠키 | THE SCARLET PIMPERNEL                                              | 다카라즈카 대극장                                           |                                    | 초무대                                  |
| 7 - 8                        | 호시 | 로미오와 줄리엣                                                    | 우메다예술극장 하카타좌                                     |                                    | 조배속 후 첫무대                        |
| 10 - 12                      | 호시 | 『다카라즈카 꽃의 춤 두루마리 -가을의 춤-』 『사랑과 청춘과 여행』 | 다카라즈카 대극장 도쿄 다카라즈카 극장                      |                                    |                                         |
| 2011년                       |      |                                                                    |                                                             |                                    |                                         |
| 4 - 7                        | 호시 | 『노바ㆍ보사ㆍ노바 -도둑맞은 카르나발-』                           | 다카라즈카 대극장 도쿄 다카라즈카 극장                      | 보-로 (신인공연)                   | 본역 : 오토하 미노리                    |
| 4 - 7                        | 호시 | 『우연히 만나 다시-My only shinin' star-』                         | 다카라즈카 대극장 도쿄 다카라즈카 극장                      |                                    |                                         |
| 8 - 9                        | 호시 | 란슬롯                                                             | 다카라즈카 바우홀                                           | 어린 구위네비아                    |                                         |
| 11 - 2012. 2                 | 호시 | 오션즈 11                                                          | 다카라즈카 대극장 도쿄 다카라즈카 극장                      |                                    |                                         |
| 2012년                       |      |                                                                    |                                                             |                                    |                                         |
| 3                            | 호시 | 천사의 사다리                                                      | 일본청년관 다카라즈카 바우홀                                | 리디아 / 천사                      |                                         |
| 5 - 8                        | 호시 | 댄서 세레나타                                                      | 다카라즈카 대극장 도쿄 다카라즈카 극장                      | 캐롤리나                           |                                         |
| 5 - 8                        | 호시 | 댄서 세레나타                                                      | 다카라즈카 대극장 도쿄 다카라즈카 극장                      | 리타 (신인공연)                    | 본역 : 사오토메 와카바                  |
| 5 - 8                        | 호시 | Celebrity-셀레브리티-                                              | 다카라즈카 대극장 도쿄 다카라즈카 극장                      |                                    |                                         |
| 9                            | 호시 | 장ㆍ루이ㆍ 파존 -왕비의 조향사-                                    | 다카라즈카 바우홀 일본청년관                                | 빅트 파존                          |                                         |
| 11 - 2013. 2                 | 호시 | 다카라즈카 재패니즘〜초중종〜                                      | 다카라즈카 대극장 도쿄 다카라즈카 극장                      |                                    |                                         |
| 11 - 2013. 2                 | 호시 | 우연히 만나 다시 2nd〜Star Bride〜                                 | 다카라즈카 대극장 도쿄 다카라즈카 극장                      |                                    |                                         |
| 11 - 2013. 2                 | 호시 | 레오니드 (신인공연)                                                | 다카라즈카 대극장 도쿄 다카라즈카 극장                      | 본역 : 오토하 미노리               |                                         |
| 11 - 2013. 2                 | 호시 | Étoile de TAKARAZUKA(에트와르 드 다카라즈카)                       | 다카라즈카 대극장 도쿄 다카라즈카 극장                      | 쁘띠 아미                          |                                         |
| 11 - 2013. 2                 | 호시 | Étoile de TAKARAZUKA(에트와르 드 다카라즈카)                       | 다카라즈카 대극장 도쿄 다카라즈카 극장                      | 바르고팜A (신인공연)               | 본역 : 오토하 미노리                    |
| 11 - 2013. 2                 | 호시 | Étoile de TAKARAZUKA(에트와르 드 다카라즈카)                       | 다카라즈카 대극장 도쿄 다카라즈카 극장                      | 골드 아리에스 (신인공연)           | 본역 : 유메사키 네네                    |
| 2013년                       |      |                                                                    |                                                             |                                    |                                         |
| 3 - 4                        | 호시 | 남태평양                                                           | 시어터 드라마시티 일본청년관                                | 리앗트                             |                                         |
| 5 - 8                        | 호시 | 로미오와 줄리엣                                                    | 다카라즈카 대극장 도쿄 다카라즈카 극장                      |                                    |                                         |
| 9 - 10                       | 호시 | 유즈키 레온 스페셜 라이브 『REON!!II』                             | 도쿄국제포럼 하카타좌                                       |                                    |                                         |
| 2014년                       |      |                                                                    |                                                             |                                    |                                         |
| 1 - 3                        | 호시 | 잠을 자지 않는 남자ㆍ나폴레옹 -사랑과 영광의 끝없이-               |                                                             | 마리 루이즈                        |                                         |
| 1 - 3                        | 호시 | 잠을 자지 않는 남자ㆍ나폴레옹 -사랑과 영광의 끝없이-               | 테레즈 (신인공연)                                           | 본역 : 오토하나 유리               |                                         |
| 5 - 6                        | 호시 | 태양왕〜르ㆍ로와ㆍ소레이유〜                                       | 토큐시어터오브                                              | 마리 만시니                        |                                         |
| 7 - 10                       | 호시 | The Lost Glory-아름다운 환영-                                      | 다카라즈카 대극장 도쿄 다카라즈카 극장                      | 미라벨                             |                                         |
| 7 - 10                       | 호시 | The Lost Glory-아름다운 환영-                                      | 다카라즈카 대극장 도쿄 다카라즈카 극장                      | 디아나 캠벨 (신인공연)             | 본역 : 유메사키 네네 신인공연 첫 히로인 |
| 7 - 10                       | 호시 | 패셔네이트 다카라즈카!                                             | 다카라즈카 대극장 도쿄 다카라즈카 극장                      |                                    |                                         |
| 11                           | 호시 | 유즈키 레온 슈퍼 리사이틀 『REON in BUDOKAN〜LEGEND〜』            | 일본부도칸                                                  |                                    |                                         |
| 12                           | 호시 | 알카사르〜왕성〜                                                   | 다카라즈카 바우홀                                           | 블랑쉬                             |                                         |
| 2015년                       |      |                                                                    |                                                             |                                    |                                         |
| 2 - 5                        | 호시 | 흑표와 같이                                                        | 다카라즈카 대극장 도쿄 다카라즈카 극장                      | 모니카                             |                                         |
| 2 - 5                        | 호시 | 흑표와 같이                                                        | 다카라즈카 대극장 도쿄 다카라즈카 극장                      | 카테리나 드 라미레스 (신인공연)    | 본역 : 유메사키 네네 신인공연 히로인    |
| 2 - 5                        | 호시 | Dear DIAMOND!!-101캐럿의 영원한 빛-                                | 다카라즈카 대극장 도쿄 다카라즈카 극장                      |                                    |                                         |
| 6 - 7                        | 호시 | 캐치 미 이프 유 캔                                                 | 아카사카ACT시어터ㆍ시어터 드라마시티                        | 브렌다 스트롱                      | 동상공연 첫 히로인                      |
| 8 - 11                       | 호시 | 가이즈&돌즈                                                        |                                                             | 미미                               |                                         |
| 8 - 11                       | 호시 | 가이즈&돌즈                                                        | 사라 브라운 (신인공연)                                      | 본역 : 히나미 후우 신인공연 히로인 |                                         |
| 2016년                       |      |                                                                    |                                                             |                                    |                                         |
| 1                            | 호시 | LOVE＆DREAM-I.Sings Disney／II.Sings TAKARAZUKA-                   | 도쿄국제포럼ㆍ 우메다예술극장                               |                                    |                                         |
| 3 - 6                        | 호시 | 박쥐...박쥐박사의 유쾌한 복수극...                                 | 다카라즈카 대극장 도쿄 다카라즈카 극장                      | 이다                               |                                         |
| 3 - 6                        | 호시 | 박쥐...박쥐박사의 유쾌한 복수극...                                 | 다카라즈카 대극장 도쿄 다카라즈카 극장                      | 레브로프 후작부인 (신인공연)       | 본역 : 마리 유즈미                      |
| 3 - 6                        | 호시 | THE ENTERTAINER!                                                   | 다카라즈카 대극장 도쿄 다카라즈카 극장                      |                                    |                                         |
| 6                            | 호시 | Bow Singing Workshop〜별〜                                         | 다카라즈카 바우홀                                           |                                    |                                         |
| 8 - 11                       | 호시 | 벛꽃에 춤을 추어라-SAMURAI The FINAL-                              | 다카라즈카 대극장 도쿄 다카라즈카 극장                      | 타케시타 히사                      |                                         |
| 8 - 11                       | 호시 | 벛꽃에 춤을 추어라-SAMURAI The FINAL-                              | 다카라즈카 대극장 도쿄 다카라즈카 극장                      | 大給부인                           | 본역 : 마리 유즈미                      |
| 8 - 11                       | 호시 | 로망스!! (Romance)                                                 | 다카라즈카 대극장 도쿄 다카라즈카 극장                      |                                    |                                         |
| 2017년 호시구미 톱 여역 취임 |      |                                                                    |                                                             |                                    |                                         |
| 1                            | 호시 | 옴ㆍ샨티ㆍ옴 - 사랑하는 윤회 -                                     | 도쿄국제포럼                                                | 샨티 프리야 (샨티)／산디           | 톱 오히로메 공연                        |
| 3 - 6                        | 호시 | THE SCARLET PIMPERNEL                                              | 다카라즈카 대극장 도쿄 다카라즈카 극장                      | 마가렛 생 쥐스트                   | 대극장 톱 오히로메 공연                 |
| 7 - 8                        | 호시 | 옴ㆍ샨티ㆍ옴 - 사랑하는 윤회 -                                     | 우메다예술극장                                              | 샨티 프리야 (샨티)／산디           |                                         |
| 9 - 12                       | 호시 | 베를린, 나의 사랑                                                  | 다카라즈카 대극장 도쿄 다카라즈카 극장                      | 질 클라인                          |                                         |
| 9 - 12                       | 호시 | Bouquet de TAKARAZUKA                                              | 다카라즈카 대극장 도쿄 다카라즈카 극장                      |                                    |                                         |
| 2018년                       |      |                                                                    |                                                             |                                    |                                         |
| 2                            | 호시 | 덧없는 사랑                                                        | 중일극장                                                    | 마리 베체라                        |                                         |
| 2                            | 호시 | Bouquet de TAKARAZUKA                                              | 중일극장                                                    |                                    |                                         |
| 4 - 7                        | 호시 | ANOTHER WORLD                                                      | 다카라즈카 대극장 도쿄 다카라즈카 극장                      | 오스미                             |                                         |
| 4 - 7                        | 호시 | Killer Rouge                                                       | 다카라즈카 대극장 도쿄 다카라즈카 극장                      |                                    |                                         |
| 8 - 11                       | 호시 | Thunderbolt Fantasy 동리검유기                                     | 우메다예술극장 일본청년관 국가희극원 가오슝시문화중심지덕당 | 탄히                               |                                         |
| 8 - 11                       | 호시 | Killer Rouge／星秀☆煌紅 (어메이징스타☆킬러루즈)                    | 우메다예술극장 일본청년관 국가희극원 가오슝시문화중심지덕당 |                                    |                                         |
| 2019년                       |      |                                                                    |                                                             |                                    |                                         |
| 1 - 3                        | 호시 | 안개 깊은 엘베 강가                                                | 다카라즈카 대극장 도쿄 다카라즈카 극장                      | 마가렛 슈라크                      |                                         |
| 1 - 3                        | 호시 | ESTRELLAS〜별들〜                                                  | 다카라즈카 대극장 도쿄 다카라즈카 극장                      |                                    |                                         |
| 5                            | 호시 | 카마타리 - 꿈의 마호로바,야마토시 우루와시-                        | 시어터 드라마시티일본청년관                                 | 쿠루마모치요시코이라츠메           |                                         |
| 7 - 10                       | 호시 | GOD OF STARS-식성-                                                 | 다카라즈카 대극장 도쿄 다카라즈카 극장                      | 아이린 쵸／선녀                    | 퇴단공연                                |
| 7 - 10                       | 호시 | Éclair Brillant                                                    | 다카라즈카 대극장 도쿄 다카라즈카 극장                      |                                    | 퇴단공연                                |

### 출연 이벤트
- 2011년 1~2월 TAKARAZUKA WAY TO 100th ANNIVERSARY『DREAM TRAIL〜다카라즈카 전설〜』 (외부출연)
- 2011년 7월 토도로키 유우 디너쇼 『Rendez-Vous〜오늘 밤 당신과〜』
- 2012년 12월 다카라즈카 스페셜 2012 『더ㆍ스타즈』〜프레ㆍ프레ㆍ센테니얼〜(코러스)
- 2014년 12월 『다카라즈카 스페셜 2014 -Thank you for 100 years-』
- 2015년 12월 『다카라즈카 스페셜 2015 -New Century，Next Dream-』
- 2016년 12월 『다카라즈카 스페셜 2016 〜Music Succession to Next〜』
- 2017년 10월 제54회 『다카라즈카 무용회』
- 2018년 12월 『다카라즈카 스페셜 2018 Say!Hey!Show Up!!』
- 2019년 8월 키사키 아이리 뮤직 살롱 『My Melody』 주연

## 다카라즈카 가극단 퇴단 후 주요 활동

### 무대
| 기간 (월) | 제목                    | 공연장                                      | 배역            | 비고 |
| --------- | ----------------------- | ------------------------------------------- | --------------- | ---- |
| 2021년    |                         |                                             |                 |      |
| 1 - 2     | 포의 일족               | 우메다예술극장 도쿄국제포럼 미소노좌        | 메리벨          |      |
| 8 - 9     | 왕가의 문장             | 제국극장 하카타좌                           | 미타문          |      |
| 2022년    |                         |                                             |                 |      |
| 1 - 2     | 고백                    | 아사쿠사 큐게키                             | 사에키 후유카   |      |
| 4 - 5, 9  | Endless SHOCK -Eternal- | 제국극장 하카타좌                           | 리카            |      |
| 7 - 8     | Only 1, not No.1        | 시어터크리에 산케이홀 브리제 나고야시공회당 |                 |      |
| 11 - 12   | 도쿄러브스토리          | 도쿄건물 Brillia HALL                       | 나가사키 나오코 |      |

### 사진집
- 2020년 10월、『Airi Kisaki 1013』 (日本文芸社)

## 광고
- 2016~2019년 『히가시마루 간장』

## 수상 이력
- 2015년 『다카라즈카 가극단 연도상』 - 2014년도 신인상
- 2017년 『한큐스미레회팬지상』 - 여역상
- 2019년 『다카라즈카 가극단 연도상』 - 2018년도 우수상